# J. Cole
J. Cole (Jermaine Lamarr Cole), född 28 januari 1985 i Frankfurt, Tyskland, är en amerikansk rappare och musikproducent. J. Cole är känd för att vara den första artisten att få skivkontrakt på Jay-Z:s skivbolag Roc Nation. Hans mor är från Tyskland och hans far är afroamerikan.

## Biografi
J. Cole föddes i Frankfurt, Tyskland den 28 januari 1985. När han var endast 8 månader gammal flyttade hans familj till Fayetteville, North Carolina i USA. Som tolvåring började J. Cole rappa och skriva egna texter efter att hans kusin visat honom rapmusiken. Han förälskade sig i hiphop och insåg att rappa var något han verkligen ville göra. När Jermaine var 15 år gammal så köpte hans mamma en Beat Machine så att han kunde producera och skapa sin egen bakgrundsmusik. Jermaine gjorde sina egna låtar och började publicera sin musik på internet under artistnamnet Therapist som sjuttonåring. J. Cole studerade vid Saint John's University på ett akademiskt stipendium där han tog examen i kommunikation. Han jobbade sedan som en propositon samlare. En dag på jobbet fick han ett samtal om att Jay-Z ville träffa honom så fort som möjligt. Jermaine skyndade sig ifrån jobbet till mötet direkt. Efter att Jay-Z hörde J. Cole's låt Lost Ones så fick J. Cole ett skivkontrakt på Roc Nation. 

## Musikkarriär
J. Cole släppte sitt första mixtape The Come Up år 2007. Han släppte sedan en andra mixtape sommaren 2009, The Warm Up. Känd för låtar som Lights Please som gav honom ett skivkontrakt. Den 21 juni 2010 släppte Cole sin första singel Who Dat från sitt debutalbum. Vid slutet av 2010 skulle J. Cole egentligen släppa sitt debutalbum, men albumet blev försenat av många olika skäl så han släppte istället sitt tredje mixtape Friday Night Lights med många kända låtar som 2Face, In the morning, Before I'm Gone och Too deep for the intro, på så vis fick J. Cole mer uppmärksamhet inom hiphop-världen. Runt år 2010 var året då J. Cole blev riktigt framgångsrik inom musiken och släppte sina mest sålda skivor så som Cole World: The Sideline Story (2011) , Born Sinner (2013) och även sin fjärde mixtape The Blow Up (2014). Den 9 december 2014 släppte Cole albumet 2014 Forest Hills Drive som har sålt bäst av alla hans verk. 2014 Forest Hills Drive var det första albumet sedan 1989 som sålde Platinum utan medverkan av någon annan artist inom hip-hop musiken.
Den 9 december 2016 släppte Cole sitt fjärde album 4 Your Eyez Only och det sålde Gold under debutveckan.
Den 20 april släppte Cole hans nya album KOD, albumet släpptes utan någon förvarning. KOD har olika betydelser som King Overdosed, Kids On Drugs och Kill our Demons. 

## Debutalbumet 2011
J. Coles debutalbum Cole World: The Sideline Story släpptes den 27 september och debuterade som första plats på Billboard 200.

## 2014 Forest Hills Drive
Den 31 mars 2015 blev 2014 Forest Hills Drive det första hiphop-album på 25 år att vara certifierad dubbel platina utan några medverkande artister.

## Diskografi
- 2011:  Cole World: The Sideline Story
- 2013:  Born Sinner
- 2014: The Blow Up
- 2014: 2014 Forest Hills Drive
- 2016: 4 Your Eyez Only
- 2018:   KOD
- 2021:  The Off-Season

## Singlar
- 2009: Lights please
- 2010: Who Dat
- 2011: Work Out
- 2011: Can't Get Enough
- 2012: Miss America
- 2016: everybody dies
- 2016: False Prophets
- 2017: High For Hours
- 2018: Album of the Year (Freestyle)
- 2019: MIDDLE CHILD
- 2019: The London
- 2020: Snow On Tha Bluff
- 2020: Lewis Street
- 2023: The Secret Recipe (ft. Lil Yachty)